# Жан-ле-Лу
Жан-ле-Лу (фр. Jean-le-Loup) — французский архитектор XIII века, один из первых зодчих Реймсского собора.

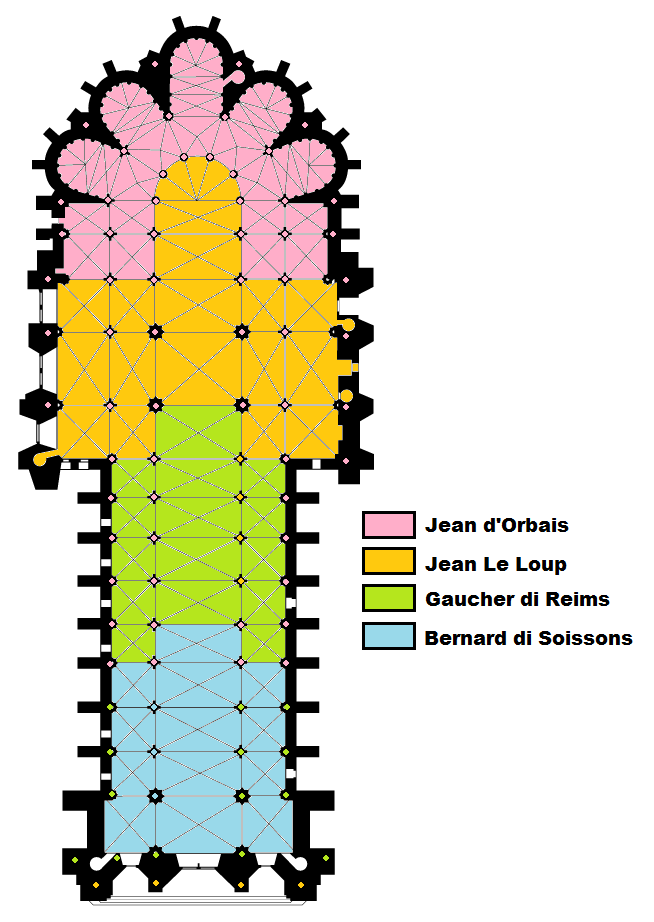
План Реймсского собора. Часть, построенная Жаном-ле-Лу, выделена оранжевым цветом

О Жане-ле-Лу и об остальных зодчих, строивших Реймсский собор, практически ничего не известно. Их имена сохранились лишь благодаря тому, что были вписаны в лабиринт, выложенный из плиток на полу собора. Однако уже в XVII веке, когда каноник Пьер Коко (фр. Pierre Cocquault) впервые скопировал надписи, они были полустёрты и читались с трудом. Сам лабиринт был уничтожен в 1779 году, но дошёл до нас в зарисовках реймсского художника и музыканта Жака Селье.
На лабиринте Жан-ле-Лу был изображён в верхнем левом углу. В руках он держал рабочий инструмент — угольник. В надписи, сопровождавшей рисунок, говорилось, что он возглавлял строительные работы в течение шестнадцати лет и работал над порталами (фр. fut maistre des ouvrages d'icelle église l'espace de seize ans et commencea les portaux d'icelle).
По расчётам Луи Демезона, Жан-ле-Лу руководил строительством с 1231 по 1247 год; по версии Ганса Кунце — с 1235 по 1251. Вероятно, он пришёл на смену Жану д’Орбе и внёс некоторые изменения в его изначальный план. Высказывается также предположение, что он мог быть не вторым, а третьим из четверых зодчих XIII века. Считается, что Жан-ле-Лу завершил трансепт, создал порталы северного фасада и внёс вклад в строительство западного фасада.